# 国道352号
国道352号（こくどう352ごう）は、新潟県柏崎市から栃木県河内郡上三川町に至る一般国道である。

## 概要
新潟県中部から福島県南会津地方を横断し、栃木県へと抜けるルートを採るが、新潟・福島県境を除くと相当部分が他の国道との重複区間となっている。新潟県長岡市内には未開通区間が残る。また新潟・福島県境前後は豪雪地帯であるため、冬期交通不能区間である。
新潟県魚沼市から福島県南会津郡檜枝岐村までは枝折峠や奥只見湖沿い、そして県境付近で急カーブの連続した1 - 1.5車線程度の断崖絶壁に沿った狭隘な道が続き、俗に言う「酷道」の1つに挙げられている。

### 路線データ
一般国道の路線を指定する政令に基づく起終点および重要な経過地は次のとおり。
- 起点：柏崎市（柳橋町、柳橋町交差点 = 国道8号交点）
- 終点：栃木県河内郡上三川町（大字上三川、上三川交差点 = 新4号国道交点、栃木県道47号真岡上三川線終点）
- 重要な経過地：新潟県三島郡出雲崎町、同郡三島町[注釈 2]長岡市、同県北魚沼郡広神村[注釈 3]、同郡小出町[注釈 3]、同郡湯之谷村[注釈 3]、福島県南会津郡檜枝岐村、同郡伊南村[注釈 4]、同郡田島町[注釈 4]、栃木県塩谷郡藤原町[注釈 5]、今市市[注釈 5]、鹿沼市、同県下都賀郡石橋町[注釈 6]
- 総延長 : 331.7 km（福島県 82.5 km、栃木県 96.9 km、新潟県 152.3 km）重用延長を含む。[3][注釈 7]
- 重用延長 : 91.1 km（福島県 6.8 km、栃木県 78.4 km、新潟県 5.9 km）[3][注釈 7]
- 未供用延長 : なし[3][注釈 7]
- 実延長 : 240.6 km（福島県 75.7 km、栃木県 18.5 km、新潟県 146.4 km）[3][注釈 7]
  - 現道 : 240.6 km（福島県 75.7 km、栃木県 18.5 km、新潟県 146.4 km）[3][注釈 7]
  - 旧道 : なし[3][注釈 7]
  - 新道 : なし[3][注釈 7]
- 指定区間：なし[4]

## 歴史
現行の道路法（昭和27年法律第180号）に基づく一般国道の路線として、1974年（昭和49年）11月12日政令第364号の公布によって第3次追加指定され、翌1975年（昭和50年）4月1日施行によって国道になった路線である。最初の国道指定では、栃木県今市市（現：日光市） - 新潟県長岡市を結ぶ路線であったが、今市市以南 - 石橋町（現：下野市）・国道4号交点間と長岡市以北（以西） - 柏崎市・国道8号交点間は、1992年（平成4年）4月3日政令第104号の一般国道の路線指定公布、翌1993年（平成5年）4月施行で延伸された区間である。
奥只見湖前後の区間は、中世から徒歩通行可能な峠道は存在したものの、自動車が通行可能な水準の道路整備進展は遅く、大湯温泉から銀山平までの車道開通は太平洋戦争中、さらに県境を越えて檜枝岐までの自動車道路が全通したのは、国道昇格直前の1972年（昭和47年）であった。
1990年代まで、福島・新潟県境から枝折峠周辺にかけて未舗装（ダート）区間が残されていて、奥只見湖から新潟県小出方面へ出るためには奥只見シルバーラインを使えば済んだため、特に枝折峠 - 銀山平間の整備が遅れていた。残されていたダート区間は、1980年代から1990年代前半にかけて舗装化工事は進められており、現在はすべてが舗装路となった。

### 年表
- 1975年（昭和50年）4月1日 - 一般国道352号（栃木県今市市（現・日光市） - 新潟県長岡市）
- 1982年（昭和57年）4月1日 - 一般国道352号（新潟県柏崎市 - 栃木県下都賀郡石橋町（現・下野市））
- 1993年（平成5年）4月1日 - 一般国道352号（新潟県柏崎市 - 栃木県河内郡上三川町）
- 2017年（平成29年）3月21日 - 日光例幣使街道の一部を成す国道352号（国道121号との重複区間）旧道部分の約1.0 kmが、日光杉並木保護のため車両については半永久的に通行止めの措置となった[7]。

## 路線状況

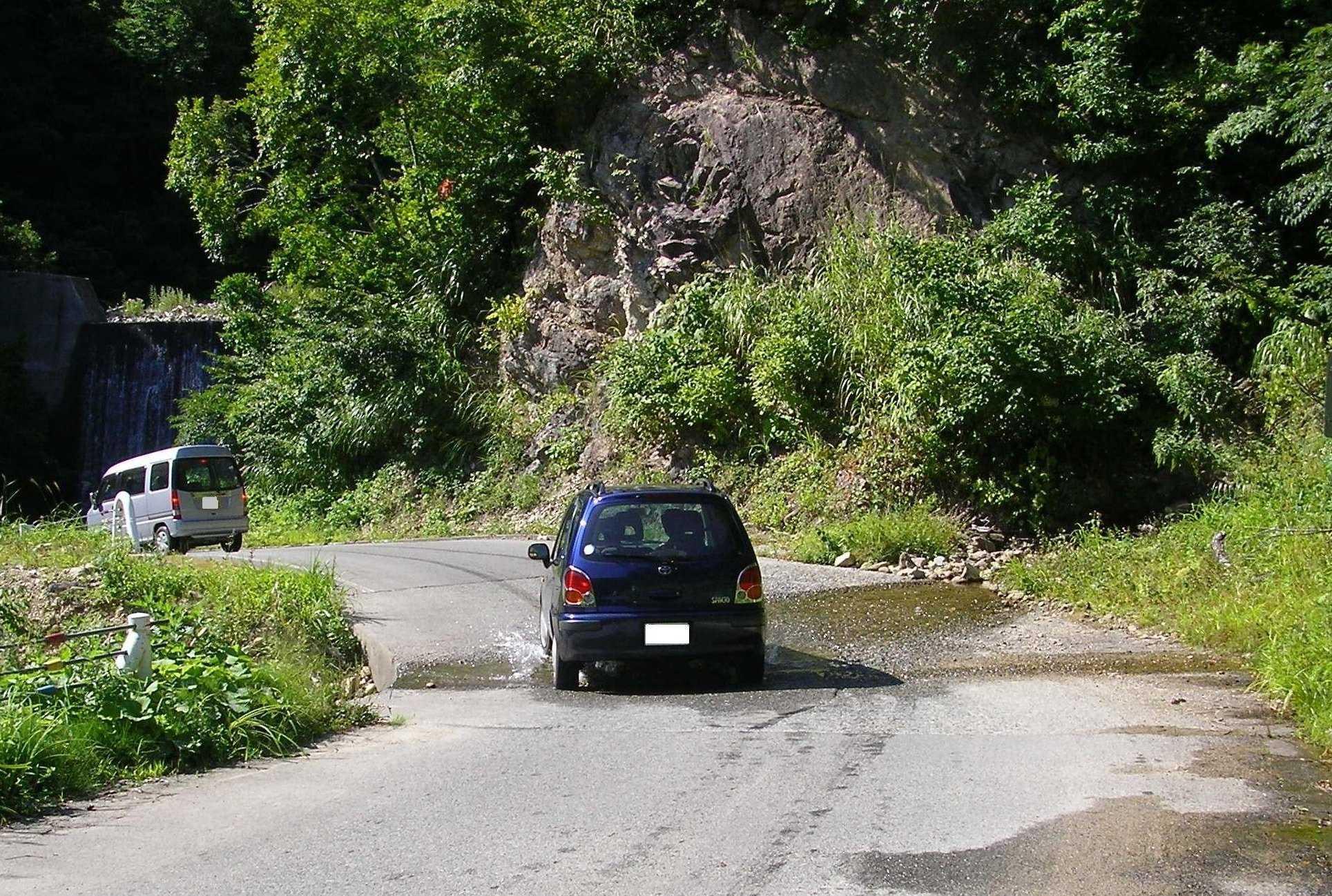
奥只見湖岸の洗い越しを福島県方面へ向かう車（2006年9月）

栃木県から福島県南会津地方にかけて、なだらかな道が続く。尾瀬を過ぎて新潟県に入ると奥只見湖畔の屈曲区間は、道幅が狭いうえに沢の水が橋もなく道路上を流れる洗い越しが多数存在し、雨量が多くなると通行止めになる。極端に狭くなるところはないが、谷を挟んで湖の対岸に続く同じ国道が見えていながらそこにたどり着くためには、谷に架かる橋もないため、同じような風景が延々続く単調な道を大回りしてゆく他にない。奥只見湖周辺は豪雪地帯で、冬期は積雪で道幅はさらに狭さが増す。
新潟県魚沼市の枝折峠付近は、急勾配・急カーブが連続する狭隘道路で、対向車とのすれ違いは困難である。枝折峠の酷道区間に並行して、山を長大なトンネルで貫通する奥只見シルバーライン（新潟県道50号）があり、奥只見湖・銀山平 - 魚沼市上折立間の通行で使われるのは奥只見シルバーラインのほうであるのが一般的である。また、新潟県長岡市の萱峠に不通区間を残している。
かつては未舗装のダート国道として知られ、難攻不落と言わせしめるほどの難路であった時期もあった。枝折峠 - 魚沼市（旧湯之谷村）区間の峠道は、狭隘路対策と路線バスの通行を目的に、午前中は新潟県→福島県の東行き、午後は福島県→新潟県の西行きの一方通行という時間帯変動型の交通規制が敷かれていたうえ、新潟県側から福島県境までの区間において、二輪車は全面通行止めとする二重の交通規制も取られていた。これらの規制は2006年（平成18年）に解除された。
長岡市は政令指定都市ではないが、特例によって国道352号の一部区間（追廻橋 - 大手通）の道路管理者となっている。

### 通称
- 銀山街道（新潟県魚沼市・本町付近 - 銀山平地区）
- 会津西街道（福島県南会津町 - 栃木県日光市今市）
- 日光例幣使街道（栃木県日光市今市 - 鹿沼市付近）
- 壬生通り（栃木県鹿沼市楡木 - 壬生町壬生）

### バイパス・道路改良
- 荒浜バイパス
- 椎谷岬トンネル
  - 2007年（平成19年）の新潟県中越沖地震による土砂崩れのため、柏崎市の観音岬付近（同市西山町大崎 - 同市椎谷間）が不通となっていたが、2010年（平成22年）1月7日15時に当該箇所を迂回する形で椎谷岬トンネルが開通した。これにより、地震発生以来の長きに渡る当該区間の不通状態は解消された[14][15][16]。
- 萱峠バイパス（かやとうげバイパス・長岡市御山町 - 魚沼市滝ノ又）[17]
  - 栖吉・鉢伏工区 - 延長2600 m、全体の幅員12.0 m、車道の幅員6.0 mで供用済み。
  - 萱峠工区 - 長岡市竹之高地町を起点とし、長岡市山古志種苧原を終点とする延長3910 m、全体の幅員8.5 m、車道の幅員6.0 mで施工中。
  - 城山工区 - 延長4244 m、全体の幅員8.5 m、車道の幅員6.0 mで、2013年（平成25年）10月31日に終点側540 mが供用したことに伴い全区間供用済み[18]。
- 広神ダム付替区間 - 広神ダム建設に伴う延長3119 m、幅員11.0 m - 13.0 mの付替国道で、1988年（昭和63年）に着手し、1998年（平成10年）11月20日に供用[19][20]。
- 東雲バイパス
- 八総バイパス（やそうバイパス）
  - 起点 - 福島県南会津郡南会津町八総
  - 終点 - 福島県南会津郡南会津町八総
  - 延長 - 0.3 km
- 中山峠工区
- 五十里バイパス（日光市五十里 - 同市西川）
- 鬼怒バイパス（日光市鬼怒川温泉滝 - 同市栗原）
- 大桑バイパス（日光市大桑町 - 同市今市）
- 板橋バイパス（日光市森友 - 同市板橋）

この他、新潟県道50号小出奥只見線奥只見シルバーラインは国道ではないが、実質的に枝折峠区間のバイパス機能を果たしている。

### 重複区間

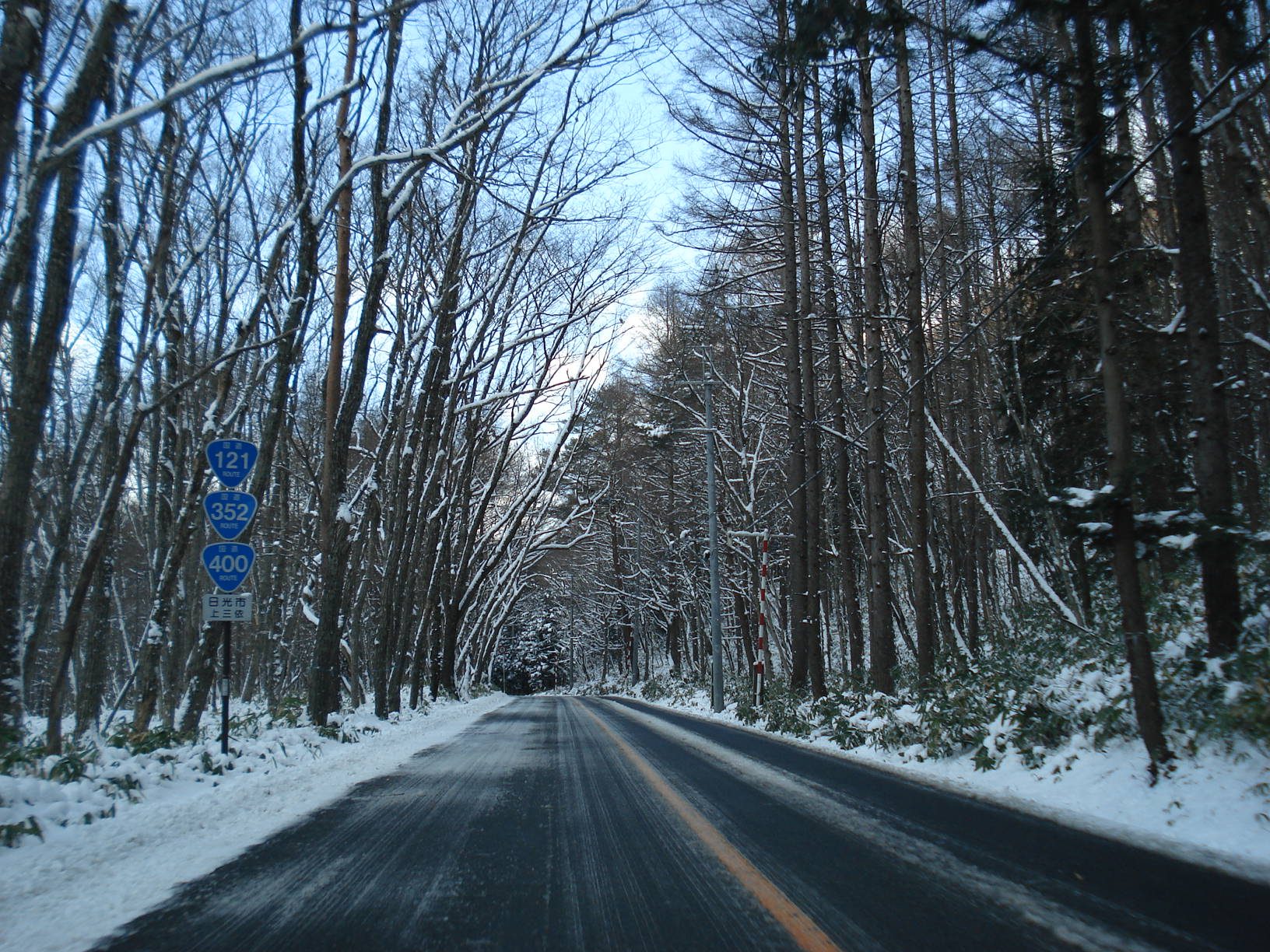
（栃木県日光市上三依、2007年12月撮影）国道352号･国道400号重複区間

他の国道路線との重複区間は約90 kmほどあり、路線全長の約4分の1を占める。福島県と栃木県の県境をまたぐ区間は、国道121号・352号・400号の3連重複区間で、この区間の道路わきには国内でも珍しく、3路線分だけ縦に3つ連なる国道標識が立ち並ぶ。同様に、鹿沼市内においても国道121号・293号・352号の3重複区間があり、同市中心市街でも3つ連なる国道標識が設置されている。
新潟県
- 国道402号・国道460号（柏崎市・柳橋町交差点 - 三島郡出雲崎町大字住吉町）
- 国道403号（長岡市・大野交差点 - 長岡市・大手通り交差点）
- 国道351号（長岡市・新町一丁目交差点 - 長岡市・大手通り交差点）
- 国道404号（長岡市・大手通り交差点 - 長岡市・学校町交差点）
- 国道252号（魚沼市・和田交差点 - 魚沼市四日町）
- 国道291号（魚沼市・並柳東交差点 - 魚沼市四日町）

福島県
- 国道401号（南会津郡檜枝岐村字燧ケ岳付近 - 南会津郡南会津町内川）
- 国道121号（南会津郡南会津町糸沢 - 栃木県鹿沼市下材木町）
- 国道400号（南会津郡南会津町糸沢 - 栃木県日光市上三依）

栃木県
- 国道461号（日光市今市 - 日光市・大谷向交差点）
- 国道119号（日光市・春日町交差点 - 日光市今市）
- 国道293号（鹿沼市・市役所前交差点 - 鹿沼市・追分交差点）

### 通行不能区間
新潟県長岡市の中心市街地から同市山古志地域を結ぶ区間は鋸山によって阻まれ、豪雪地帯の通行不能区間を抱えた開かずの国道となっている。この区間のうち、萱峠を越える萱峠バイパス萱峠工区が建設中であり、通行不能区間のうち一部が解消される見込み。
- 長岡市栖吉町 - 花立峠 - 萱峠 - 長岡市山古志種苧原

### 道路施設

#### 主なトンネルと橋
新潟県
- 刈羽トンネル（刈羽郡刈羽村）
- 椎谷岬トンネル（延長886 m、柏崎市）
- 中永トンネル（三島郡出雲崎町・長岡市）
- 蔵王橋 （信濃川、長岡市）
- 竹之高地トンネル（720 m、萱峠バイパス萱峠工区、建設中、長岡市）
- 奥ノ院トンネル（96 m、萱峠バイパス萱峠工区、建設中、長岡市）
- 萱峠トンネル（1206 m、萱峠バイパス萱峠工区、建設中、長岡市）
- 種苧原トンネル（萱峠バイパス城山工区、長岡市）
- 城山トンネル（萱峠バイパス城山工区、長岡市）
- 折中トンネル（広神ダム付替区間、魚沼市）
- 小平尾トンネル（広神ダム付替区間、魚沼市）
- グミ沢トンネル（魚沼市）
- 金泉橋 （只見川、魚沼市 - 南会津郡檜枝岐村）

福島県
- 七入橋（南会津郡檜枝岐村）
  - 全長：66.5 m
    - 主径間：32.39 m

  - 幅員：7.5（10.0） m
  - 形式：2径間単純PCポステンT桁橋
  - 竣工：1985年（昭和60年）
  - 一級水系阿賀野川水系伊南川を渡る。1981年度（昭和56年度）国道橋梁整備事業として着工され、1985年（昭和60年）11月15日に開通した。尾瀬観光の玄関口に当たる橋梁であり、福島県副知事により行政の文化化のために提唱された文化のための1パーセントシステムに採択され、たもとの登山道入り口に休憩所と案内板が設置された。総事業費は2億3980万円。

- 錦秋橋
  - 全長：62.0 m
  - 幅員：6.5（9.0） m
  - 形式：鋼単純箱桁橋
  - 竣工：2003年度（平成15年度）
  - 南会津町大桃字駒ケ岳山から字平沢山にまたがり、一級水系阿賀野川水系伊南川を渡る。大桃バイパスの建設に伴い架橋された。橋上は上下対向2車線で供用されており、独立した歩道は設置されていない。メンテナンスコスト低減のために桁部には耐候性鋼材が用いられている。総工費は3億900万円。

- 細越橋
  - 全長：67.5 m
    - 主径間：48.0 m

  - 幅員：6.5（13.5） m
  - 形式：鋼上路式ローゼ橋
  - 竣工：1996年（平成8年）
  - 南会津町大桃にて一級水系阿賀野川水系伊南川を渡る。国道第1種改良事業に伴い旧橋梁よりかけ替えられた。周囲に広がる小豆温泉の周辺整備や屏風岩を始めとした渓谷の景観を配慮してローゼ橋が用いられた。

- 広瀬橋（南会津郡南会津町 舘岩川）
  - 全長：66.35 m
    - 主径間：32.3 m

  - 幅員：7.5（10.0） m
  - 形式：2径間単純PCポストテンションT桁橋
  - 竣工：1983年（昭和58年）
  - 1926年（大正15年）に架設された従来の橋梁の幅員が大変狭く、また橋の前後に急カーブがある悪線形であり、周辺も南会津町塩ノ原地区（旧舘岩村）の集落内を抜ける狭隘路線であることから、特に夏の尾瀬観光の時期には交通に支障をきたしていた。これらを解消し、冬季間の除雪後も対面通行を確保するために集落を南側に迂回するバイパスの建設が1981年度より始まり、それに伴い現在の橋梁に架け替えられた。旧道は現在も南会津町道として供用されている。

- 戸中橋（南会津郡南会津町 舘岩川）
  - 全長：48.5 m
    - 主径間：35.25 m

  - 幅員：7.5（10.0） m
  - 形式：単純合成鋼鈑桁橋+単純合成H鋼桁橋（計2径間）
  - 竣工：1984年（昭和59年）
  - 会津高原たかつえスキー場や湯の花温泉、木賊温泉への観光客輸送に用いられる当国道を集落から迂回させるため、国道特殊改良1種事業として1983年度（昭和58年度）に着手された。1984年度（昭和59年度）には当時の舘岩村立舘岩中学校の移転新築に関連して国土総合開発事業調整費が投入された。総事業費は1億1750万円。

- 塩沢川橋
  - 全長：10.2 m
  - 幅員：9.5(15.0) m
  - 形式：単純PCプレテン床版橋
  - 竣工：1996年（平成8年）
  - 南会津町熨斗戸に位置し、一級水系阿賀野川水系舘岩川支流の普通河川塩沢川を渡る。幅員狭小、悪線形箇所のバイパス建設に伴い架橋された。総工費は6400万円。

- 番屋橋（南会津郡南会津町 番屋川）
  - 全長：64.400 m
    - 主径間：29.615 m

  - 幅員：8.0 m
  - 形式：2径間単純合成鋼鈑桁橋＋単純合成H鋼桁橋
  - 竣工：1961年（昭和36年）、1984年（昭和59年）改修
  - 1961年（昭和36年）に架けられた旧橋梁の拡幅のために1982年度（昭和57年度）より国道橋梁整備事業として登り車線側に新たに橋を継ぎ足し拡幅の上、片桟橋を設置した。総事業費は1億2060万円。

- 井桁橋
  - 全長：65.8 m
  - 幅員：7.3 m
  - 竣工：1970年（昭和35年）
  - 南会津町八総から井桁にまたがり、一級水系阿賀野川水系伊南川支流舘岩川を渡る。橋上は上下対向2車線で供用されており、歩道が設置されていなかったことから歩行者と自転車の安全性向上のため、やさしい道づくり推進事業により下り線側に人道側道橋が建設された。側道橋の総工費は8千万円 。
  - 井桁側道橋
    - 全長：65.9 m
      - 主径間：24.1 m

    - 幅員：2.5 m
    - 形式：3径間PC連結T桁橋
    - 竣工：2005年度（平成17年度）
    - 施工：ピーエス三菱

- 戸坪橋
  - 全長：18.0 m
  - 幅員：6.5(9.0) m
  - 形式：PC単純プレテン床版桁橋
  - 竣工：1999年度（平成11年度）
  - 南会津町八総で一級水系阿賀野川水系舘岩川を渡る。道路改良工事の一環として架け替えられた。総工費は1億2850万円。

- 数間沢橋（南会津郡南会津町 戸坪沢）
  - 全長：17.3 m
  - 幅員：6.5（9.0） m
  - 形式：単純PCプレテンT桁橋
  - 竣工：1992年（平成4年）
  - 1958年（昭和33年）に架けられた全長16.4 m、幅員5.5 mのRC橋である旧橋梁の改良のために1992年度（平成4年度）より整備された。総工費は1億円。

- 中山トンネル（南会津郡南会津町）
- 銀竜橋（南会津郡南会津町）
- 金龍橋（南会津郡南会津町）
- 銅竜橋（阿賀川 南会津郡南会津町）
  - 全長：21.66 m
  - 幅員：8.2 m
  - 竣工：1974年（昭和49年）
  - 南会津町滝原地内の国道352号中山峠の上り口にあって、阿賀川の最上流端に架橋されている。1887年（明治20年）に開通した旧中山峠は難所であり、改良工が1965年（昭和40年）に着手され1974年（昭和49年）に完成した。滝原から峠までは3橋あり、1966年（昭和41年）に最初に架橋された金龍橋は龍沢に架橋されていることから金龍橋と命名され、以後竣工順に金龍橋、銀竜橋、銅竜橋と命名された。

- 大滝橋（阿賀川 南会津郡南会津町）
  - 全長：61.36 m
  - 幅員：9.2 m
  - 竣工：1977年（昭和52年）

- 三滝橋（阿賀川 南会津郡南会津町）
  - 全長：39.2 m
  - 幅員：8.8 m
  - 竣工：1976年（昭和51年）

- 小滝橋（阿賀川 南会津郡南会津町）
  - 全長：58.2 m
  - 幅員：11 m
  - 竣工：1988年（昭和53年）

- 向滝橋（阿賀川 南会津郡南会津町）
  - 全長：37.8 m
  - 幅員：11 m
  - 竣工：1984年（昭和59年）

- 坂下橋（南会津郡南会津町）
  - 全長：46.0 m
  - 幅員：8.75（12.25） m うち新設部分5.5（6.25） m
  - 形式：単純PCポステンT桁橋
  - 竣工：1992年度（平成4年度）
  - 南会津郡南会津町糸沢字上ノ原で一級水系阿賀川水系山王川を渡る。1977年（昭和52年）にPC橋として架けられた現橋（全長42.06 m、幅員5.5（6.0） m）の老朽化、狭隘区間対策のために1991年度（平成3年度）より付け足す形で建設された。総工費は3100万円。

#### 道の駅
新潟県
- 越後出雲崎天領の里（三島郡出雲崎町）

福島県
- 尾瀬檜枝岐（南会津郡檜枝岐村）
- 番屋（南会津郡南会津町）
- たじま（南会津郡南会津町、国道121号重複区間）

栃木県
- 湯西川（日光市、国道121号重複区間）
- 日光（日光市、国道119号重複区間）

## 地理
樹海ライン（魚沼 - 桧枝岐間）は、只見川最上流部に建設された奥只見ダムで堰き止められて出来た日本一の貯水量を誇る人造湖・奥只見湖の脇を通る山岳道路。沿道には、国立公園の尾瀬や、日本百名山のひとつでもある越後駒ヶ岳など観光名所が多く点在する。
新潟県側の大湯温泉から檜枝岐村の国道401号分岐点との間は、枝折峠越えと複雑に入り組む奥只見湖岸線をなぞるよう走っており、湖の谷を越えるために道路は屈曲し、著しい迂回を重ねている。ゆえにこの区間のみで道路延長は70 kmを超えるが、銀山平付近の観光施設以外、途中に集落の類は存在しない。
奥只見湖沿いでは湖畔を走るのではでなく、断崖を高度を上げながら難所とされる枝折峠に向かうため、高い位置から奥只見湖を見下ろすこともできる。この一帯の地域は、山と深い森の中に閉ざされているため秘境とも評され、春は新緑と残雪、秋は紅葉が特にいいと言われている。新潟県側の銀山平付近で、長大なトンネルを抜け奥只見ダムへ向かう奥只見シルバーラインに、市道を介して行くことができる。

ギャラリー 国道352号
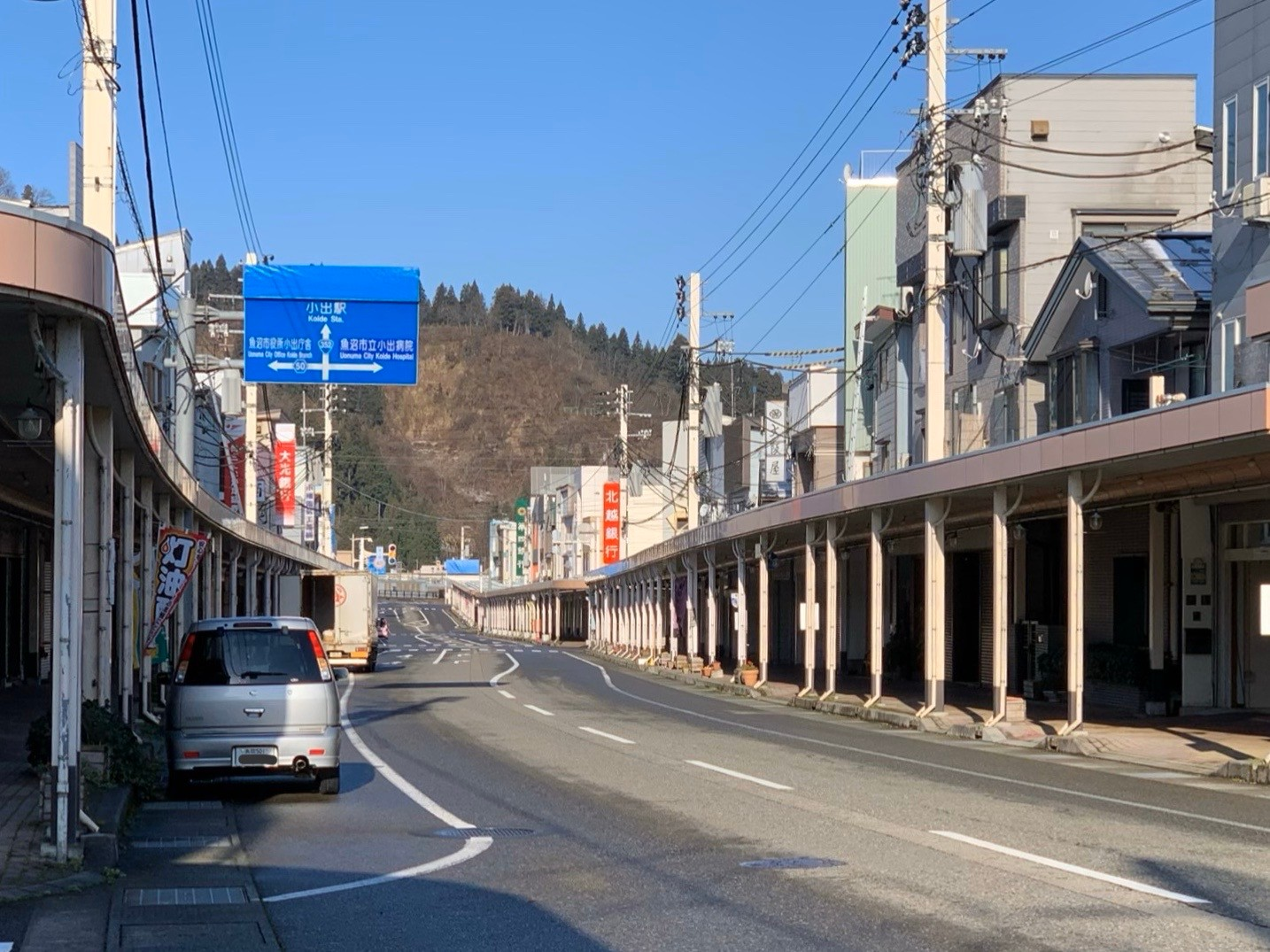
小出市街（新潟県魚沼市、2020年3月）
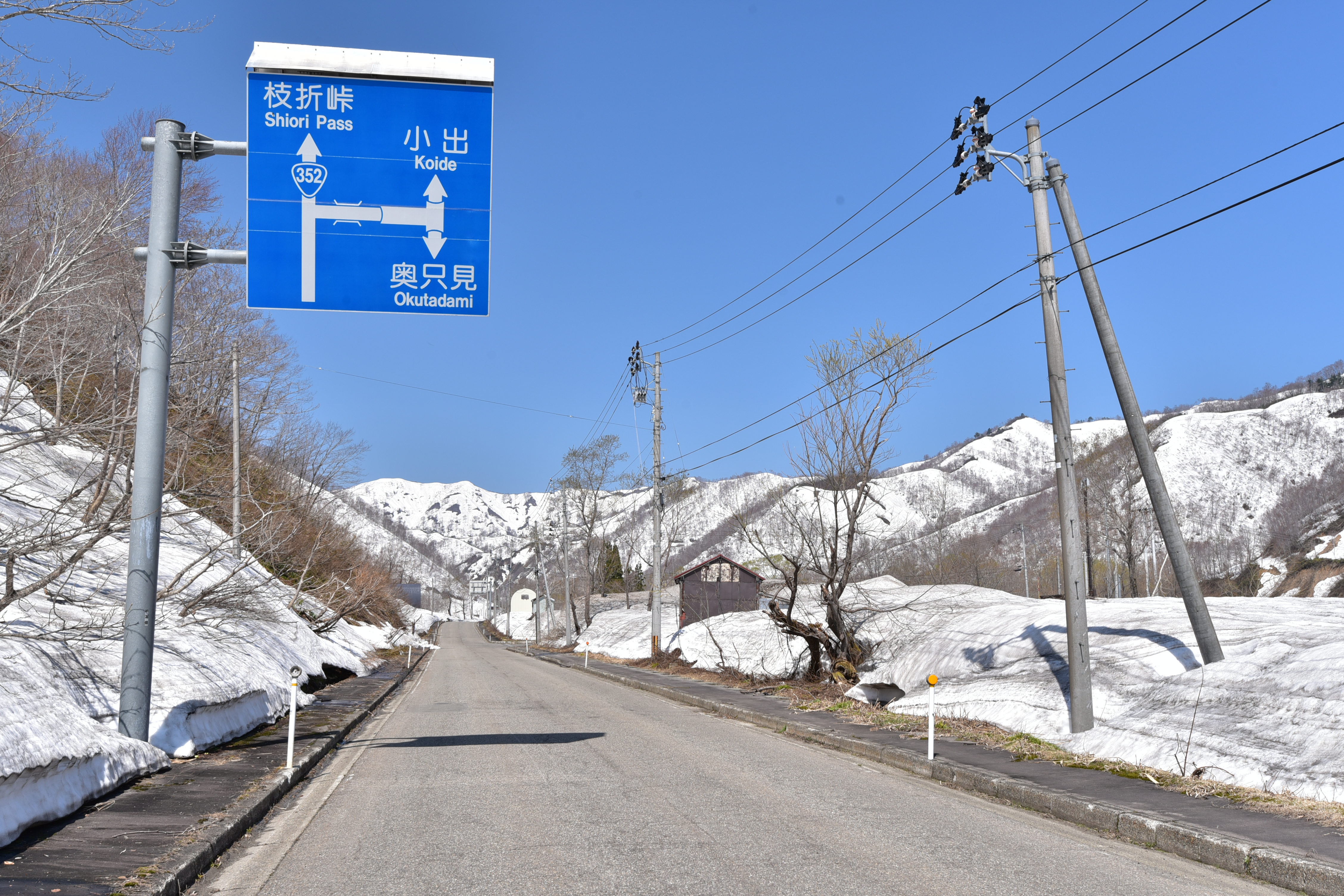
春先の雪が残る銀山平へは、奥只見シルバーラインから国道352号へ出ることができる。枝折峠と檜枝岐方面は冬季閉鎖が続く。（2019年5月）
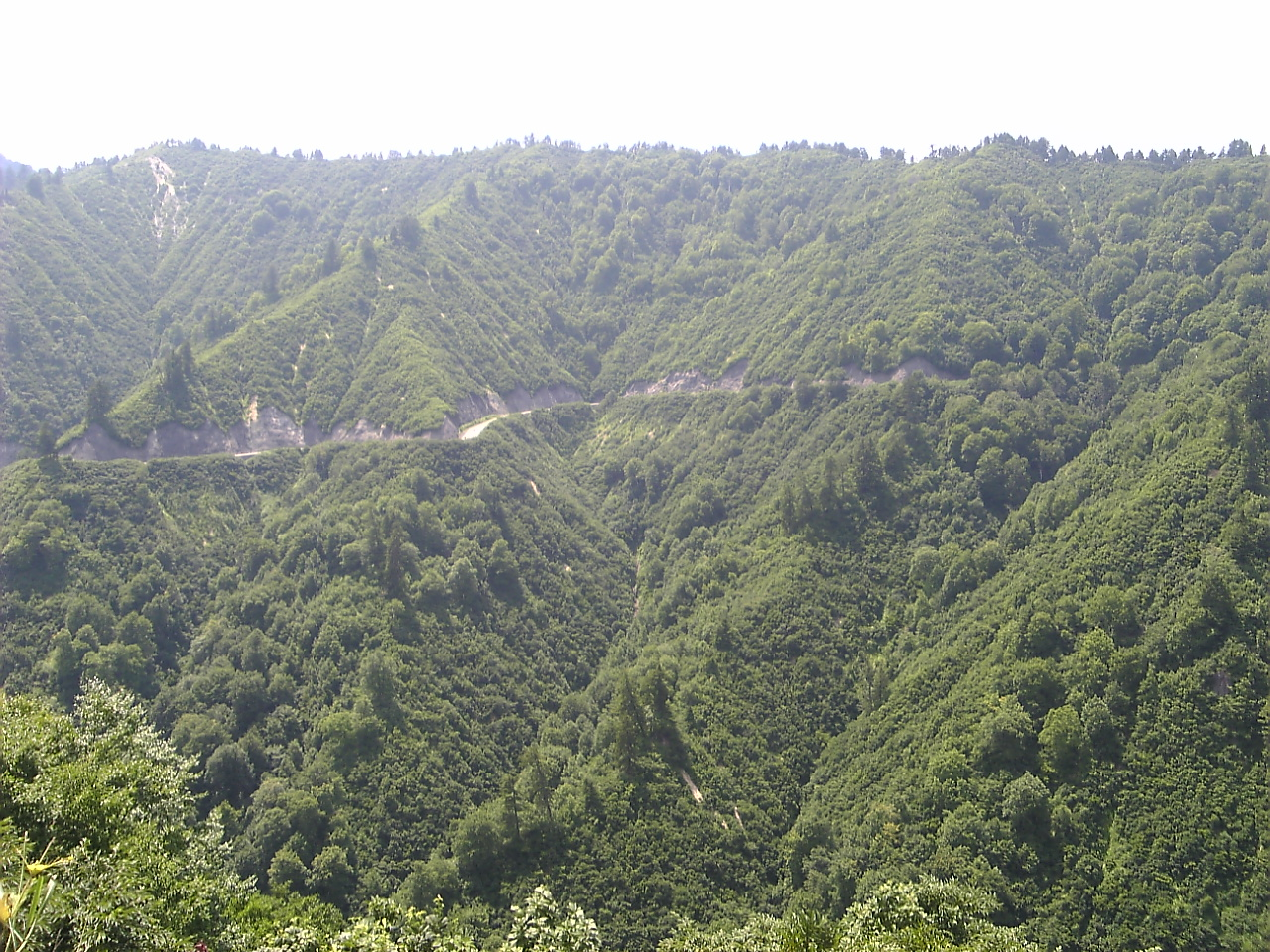
奥只見湖岸の断崖沿い（2010年8月）
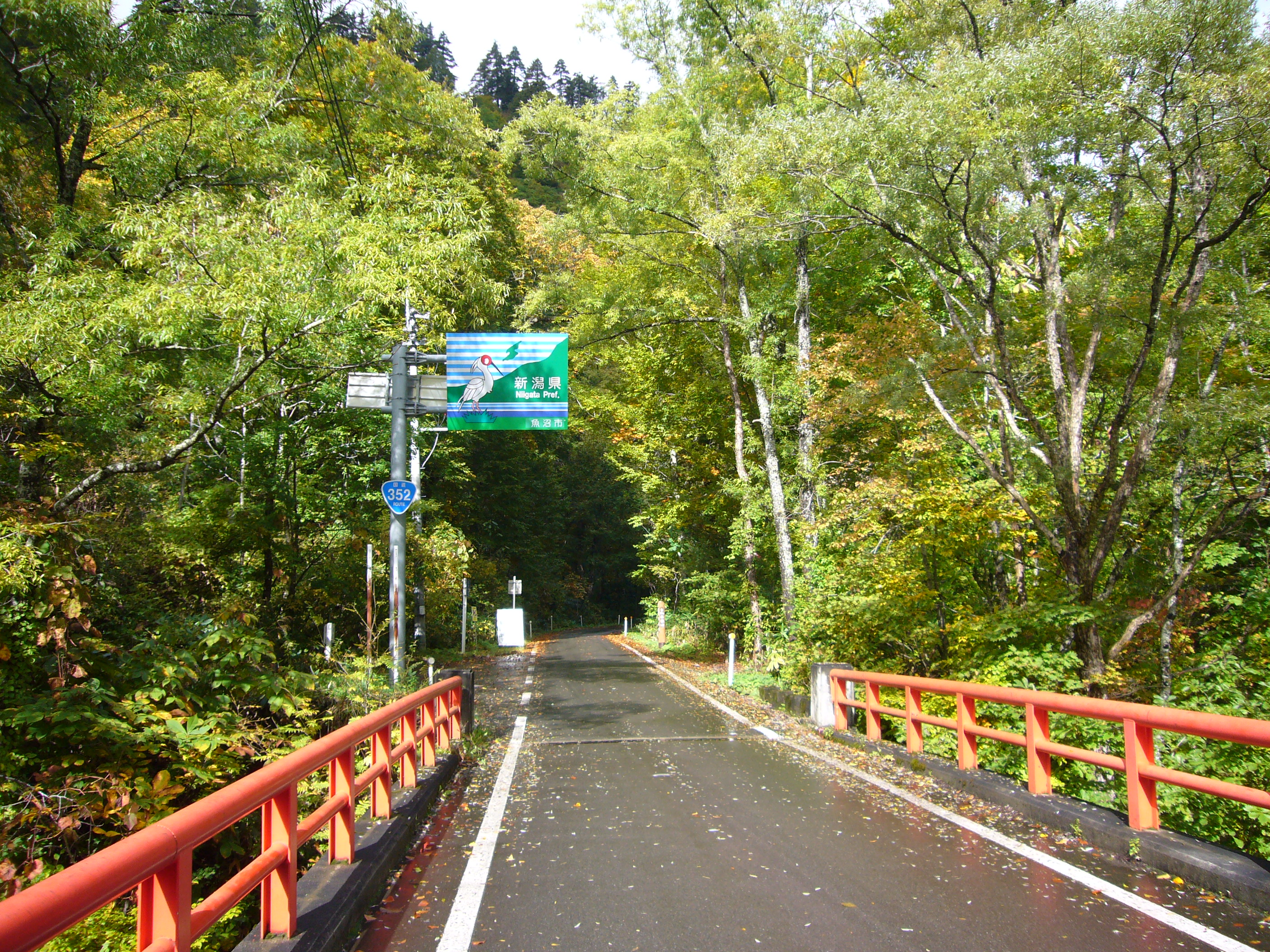
新潟・福島県境付近
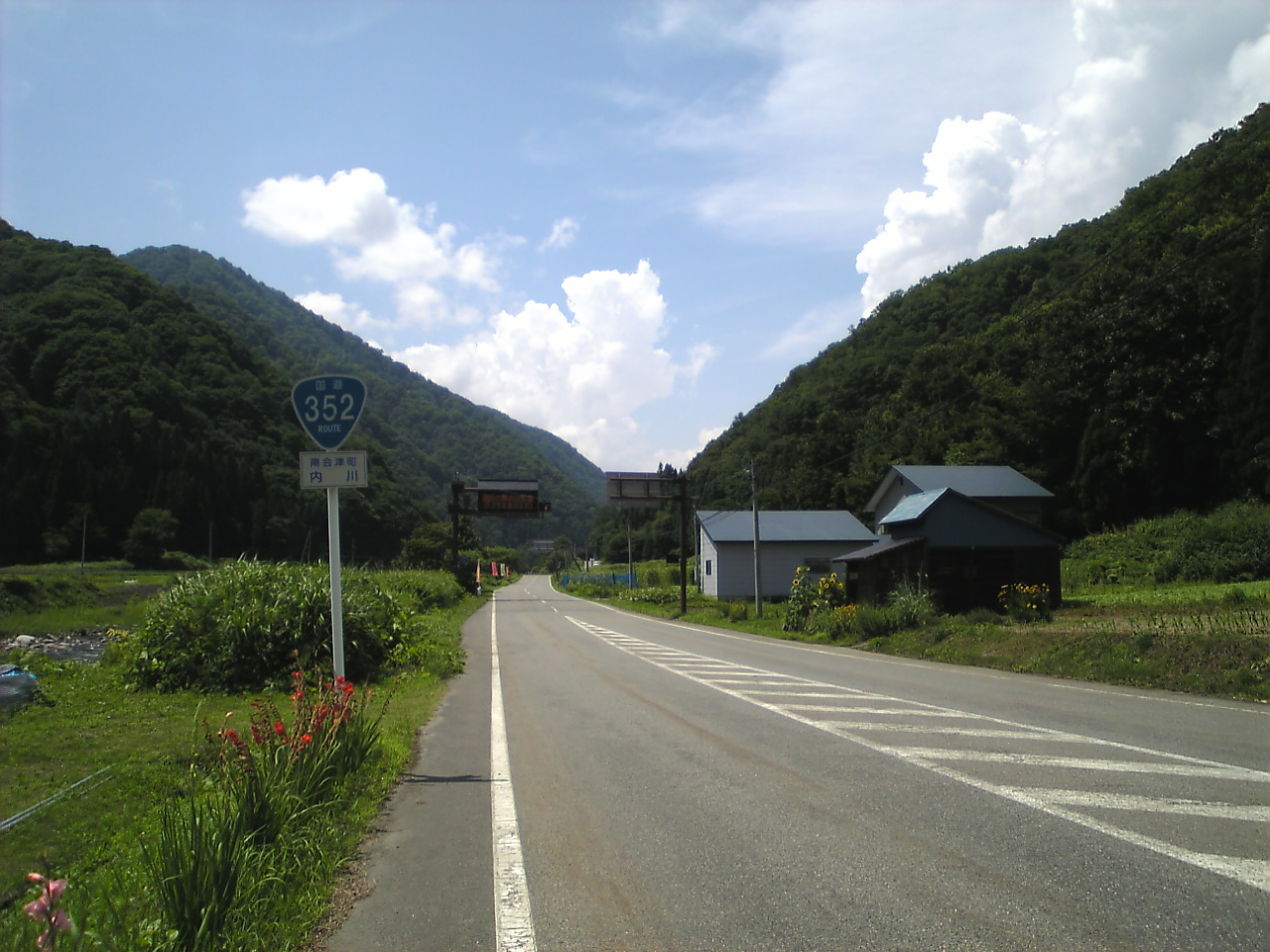
福島県南会津町内川付近（2010年8月）
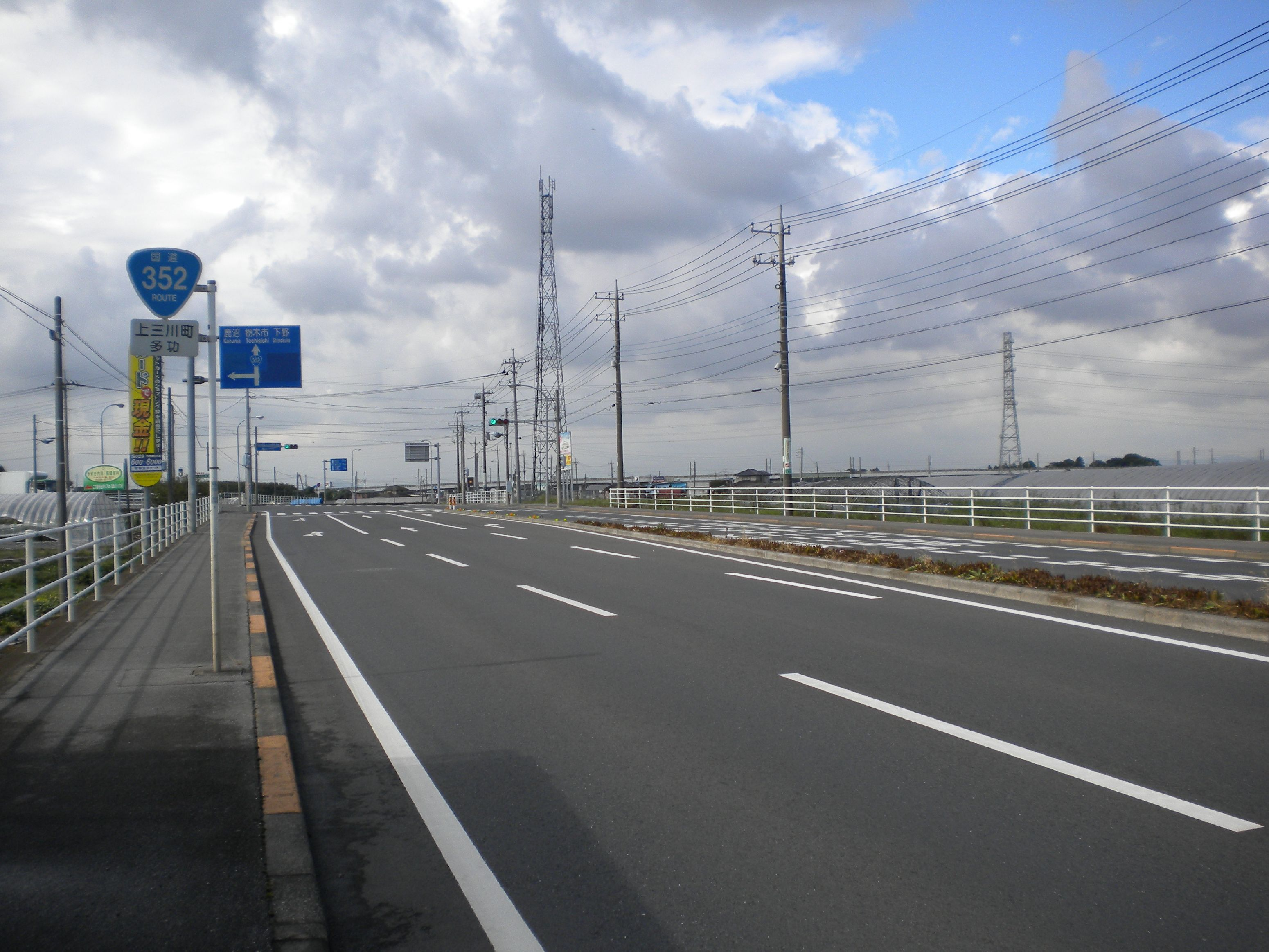
上三川町多功付近（2009年10月）

### 通過する自治体
新潟県
- 柏崎市 - 刈羽郡刈羽村 - 柏崎市 - 三島郡出雲崎町 - 長岡市 - （未開通区間） - 長岡市 - 魚沼市

福島県
- 南会津郡檜枝岐村 - 南会津郡南会津町

栃木県
- 日光市 - 鹿沼市 - 下都賀郡壬生町 - 下野市 - 河内郡上三川町

### 交差する道路
新潟県
- 国道8号（柏崎市・柳橋町交差点）
- 国道402号・国道460号（柏崎市・柳橋町交差点 - （重複） - 三島郡出雲崎町大字住吉町）
- 国道116号（三島郡出雲崎町・川西交差点）
- 国道403号（長岡市・大野交差点 - （重複） - 長岡市・大手通り交差点）
- 国道8号（長岡市・新町一丁目交差点）
- 国道351号（長岡市・新町一丁目交差点 - （重複） - 長岡市・大手通り交差点）
- 国道404号（長岡市・大手通り交差点） - （重複） - 長岡市・学校町交差点）
- 国道17号（長岡市・長倉IC）
- 国道252号（魚沼市・和田交差点 - （重複） - 魚沼市四日町）
- 国道291号（魚沼市・並柳東交差点 - （重複） - 魚沼市四日町）
- 国道17号（魚沼市・井口新田交差点）

福島県
- 国道401号（南会津郡檜枝岐村字燧ケ岳付近 - （重複） - 南会津郡南会津町内川）
- 国道121号（南会津郡南会津町糸沢 - （重複） - 栃木県鹿沼市下材木町）
- 国道400号（南会津郡南会津町糸沢 - （重複） - 栃木県日光市上三依）

栃木県
- 国道121号（龍王峡ライン）（日光市藤原）
- 栃木県道19号藤原塩原線（もみじライン）（日光市藤原）
- 国道121号（鬼怒川有料道路）（日光市鬼怒川温泉滝）
- 国道461号（日光市今市 - （重複） - 日光市・大谷向交差点）
- 国道119号（日光市・春日町交差点 - （重複） - 日光市今市）
- 国道293号（鹿沼市・市役所前交差点 - （重複） - 鹿沼市・追分交差点）
  - 鹿沼南バイパス（鹿沼市磯町）

- 国道4号（下野市・下石橋北交差点）
- 国道4号（新4号国道）（河内郡上三川町・上三川交差点）

### 峠
新潟県
- 萱峠（標高680 m、長岡市）
- 枝折峠（標高1,065 m、魚沼市）

福島県
- 中山峠（南会津郡南会津町）